# Christian Schultze (Politiker)
Christian Philipp Schultze (* 24. August 1788 in Waldeck; † 2. Dezember 1860 in Höxter) war ein deutscher Domänenpächter, Bürgermeister und Politiker.

## Leben
Schultze war der Sohn des Meiereipächters und Landkommissars Hermann Christian Schultze (* 23. März 1750 in Düdinghausen; † 16. Juni 1811 in Waldeck) und dessen Ehefrau Catharina Elisabeth geborene Backhaus (* 3. September 1753 in Waldeck; † 3. Juni 1838 ebenda). Er war evangelisch und heiratete am 13. Dezember 1812 in Waldeck Magdalena Caroline Busold (* 9. Februar 1792 in Landau; † 23. Dezember 1856 in Höxter), die Tochter des Oberjägers Heinrich Christian Busold und der Maria Christina Müller. Victor Schultze ist ein Enkel.
Schultze war Ökonom, Domänenpächter und Gutsbesitzer. Von 1813 bis 1826 war er zugleich Landkommissar. Im Jahr 1835 war er gewähltes Mitglied des Verwaltungsausschusses des Vereins zur Gründung einer Spar- und Leihkasse im Oberjustizamt der Werbe. Zwischen dem Herbst 1836 und dem Herbst 1838 amtierte er als Bürgermeister der Stadt Waldeck. Als solcher war er vom 29. Oktober 1836 bis zum 26. Oktober 1838 Mitglied des Landstandes des Fürstentums Waldeck. 1851 brannte sein gerade neu gebautes Wohnhaus auf seinem Gutshof ab. Er verkaufte daraufhin den Hof, zog für ein Jahr nach Arolsen und dann nach Höxter zu seiner Tochter Elise Henrici.